# Apodanthera ulei
Apodanthera ulei là một loài thực vật có hoa trong họ Cucurbitaceae. Loài này được (Cogn.) Mart.Crov. mô tả khoa học đầu tiên năm 1956.